# Montecristo (singolo)
Montecristo è un singolo del cantautore italiano Jovanotti, pubblicato il 22 novembre 2024 come primo estratto dal sedicesimo album in studio Il corpo umano vol. 1.

## Antefatti e descrizione
Successivamente alla pubblicazione dell'album Il disco del Sole nel 2022, Jovanotti collabora in Diamanti, con i Negramaro ed Elisa, e in Evviva! con Gianni Morandi. Il 20 novembre 2024 annuncia la pubblicazione del singolo Montecristo e di un nuovo album in studio nel 2025.

Il brano è stato scritto dallo stesso Lorenzo Cherubini  con Dario Faini, quest'ultimo produttore del brano. Il titolo prende ispirazione dal romanzo di Alexandre Dumas Il conte di Montecristo. Il cantante ha raccontato il significato del brano e la sua composizione:
Lo stesso Dario Faini ha raccontato la collaborazione con il cantante:

## Video musicale
Il video musicale, diretto da YouNuts!, è stato pubblicato il 22 novembre 2024 sul canale YouTube del cantante. Il video è stato filmato in Friuli-Venezia Giulia presso il lido di Staranzano.

## Tracce
Testi e musiche di Dario Faini e Lorenzo Cherubini.
1. Montecristo – 3:56

## Classifiche
| Classifica (2024) | Posizione massima |
| ----------------- | ----------------- |
| Italia            | 79                |